# 考古造假
考古造假是指伪造或操纵考古发现的行为，通常是为了获取经济利益。这些文物通常会被出售给收藏家或博物馆，引发人们对考古学本身的质疑。
考古造假与艺术品伪造有重叠，但也包含对古生物遗迹的伪造，例如假的恐龙化石。
考古造假的动机可能包括个人名声、职业晋升、经济利益或政治目的。这种行为不仅损害了考古学的声誉，还可能对历史认知和文化遗产保护造成长远负面影响。

## 常见技术

### 酸洗
酸洗是一种快速伪造锈蚀或氧化痕迹的手段，造假者利用酸性溶剂腐蚀器物表面，使其产生类似自然老化的效果。这种方法常用于青铜器和瓷器的造假，但酸咬生成的锈蚀通常松散无层次，且可能残留酸味，与真品锈蚀的矿物结构有明显差异。造假产业俗话说“一勺清，两勺唐，三少回到秦始皇”。

### 浸色
浸色是一种常见的造假方法，通常使用化学染料如高锰酸钾、红茶或酱油浸泡新器物，以模仿古玩的包浆或锈色。这种方法多见于瓷器、玉器和铜器的伪造，但由于颜色浮于表面且分布过于均匀，往往在化学试剂测试下露出破绽。

### 打磨
打磨则是通过机械手段消除新作痕迹，使器物表面呈现长期使用后的光滑感。木器、玉器和铜器的造假常采用这一方法，但由于人工打磨的方向单一，缺乏自然磨损的局部变化，仔细观察仍能发现不自然的痕迹。

### 复烧
复烧。造假者将新瓷器重新入窑低温烧制，以消除“火气”或制造裂纹、缩釉等瑕疵。这种方法多见于高仿明清瓷器，但由于现代烧制工艺与古代不同，釉面往往显得僵化，气泡分布也与真品不符。

### 水泡和土埋
水泡和土埋是模拟自然埋藏环境的造假方式。水泡通常是将器物长期浸泡在污水或矿化水中，以生成类似“水坑锈”或玉器钙化层的效果，但水垢的均匀附着往往使其缺乏真品的自然过渡。
土埋则是将器物埋入特定土壤中，加速土锈或腐蚀痕迹的形成，但伪造的土锈通常板结无层次，与器物的结合也不够牢固。

### 拼接
拼接是将真品残件与新器结合，以提升可信度。

### 蜡煮
蜡煮则用于掩盖玉器或瓷器的裂纹。

### 激光做旧
激光做旧能伪造铭文或纹饰，但线条过于规整。

### 熏烤
熏烤使纸张或木材呈现陈旧感。

### 虫蛀
虫蛀仿制通过人为钻孔或放虫制造假虫眼，但分布往往刻意。

### 胶粘
胶粘锈则是用胶水混合矿物粉末伪造锈层，但易剥落且胶质感明显。

### 学术腐败
以高额鉴定费吸引部分"专业学者"出具"真品证书"，甚至参与造假链条的"学术包装"。

## 案例
- “金缕玉衣”骗贷案。[5]

## 和做旧与复古的区别
考古造假和做旧、复古是不同的行为，虽然它们在执行技术上可能有所重叠，但它们的声明和目的有明显的不同。
文物造假是一种故意的欺诈行为，涉及制作或改造物品，使之看起来是具有历史价值的古老文物。这种行为的目的通常是为了获得经济利益，通过出售伪造的文物来欺骗买家。造假者可能会完全从头制作一个新的物品，或者在真实的古董上做手脚，添加或修改部分细节以提高其市场价值。此外，造假者还可能为这些文物编造一个虚假的历史背景或出土信息，以使其更加吸引潜在买家。
做旧通常是一种技术过程，用于使新的或现代的物品表面看起来经过长时间的使用或自然老化。这种处理可能包括使用化学物质、物理磨损技术或通过环境模拟来加速老化过程，从而在物品表面产生老化的外观，如划痕、磨损或裂纹。做旧的目的可能是为了增加物品的美学价值，或者用于特定的设计和艺术创作，例如电影道具。
复古是模仿特定时期古人的艺术风格和美学符号。不同于文物造假和做旧，复古是一种艺术创作手法，旨在捕捉和复兴某些历史时期的设计元素和精神特征，或借用古代符号表达特定的政治和文化追求，如中式风格家具，文艺复兴的雕塑和新古典主义的建筑。